# Borovník
Borovník (in tedesco Borownik) è un comune della Repubblica Ceca facente parte del distretto di Brno-venkov, in Moravia Meridionale.